# Supertanker (album)
 Denne artikel omhandler albummet Supertanker. For andre betydninger af Supertanker, se Supertanker (flertydig).
Supertanker er det første album af den danske rockgruppe Kliché, der blev udgivet i 1980 på pladeselskabet Medley.
Med sine ordknappe tekster og minimalistiske musik regnes Supertanker for en milepæl i dansk rockhistorie. Ifølge Den Store Danske Encyklopædi brød musikken med 1970'ernes politiske danske rock og "formulerede med sin nøgterne lyd og tvetydige tekster om massemanipulation og maskinernes skønhed en helt anden form for samfundskommentar."
Numrene "Militskvinder" og "Masselinjen" indeholder citater fra Maos lille røde.
Albummet blev i 2006 optaget i Kulturkanonen i kategorien populærmusik.

## Numre

### Side 1
1. "Igen og igen" (Kliché) (3:33)
2. "Havets blå" (Valo-Hug-Voss/Valo-Hug-Voss-Brill) (3:14)
3. "Hetz" (Valo-Hug-Voss-Brill/Hug) (2:15)
4. "Militskvinder" (Mao - overs. af Jan Bredsdorff/Valo-Hug-Voss-Brill) (2:50)
5. "Panorama" (Valo-Voss/Hug) (4:10)

### Side 2
1. "Aldrig mere" (Hug) (3:57)
2. "Stjernerne i deres øjne" (Hug) (3:10)
3. "Bodyguards" (Voss-Hug/Hug-Valo-Brill-Voss) (2:31)
4. "Masselinjen" (Mao - overs. af Jan Bredsdorff/Valo-Voss-Hug-Brill) (10:00)

## Medvirkende

### Musikere
- Lars Hug: sang og guitar
- Johnny Voss: bas og sang
- Jens Valo: orgel og sang
- Anders Brill: trommer

### Gæstemusikere
- Nils Henriksen: supplerende guitar
- Kaj Finger: guitar på "Militskvinder"

### Produktion
- Kliché - producer
- Poul Bruun - producer
- Nils Henriksen - co-producer
- Flemming Rasmussen - teknik & co-producer (Sweet Silence Studios)
- Finn Lyngemark - teknik (Sweet Silence Studios)
- Freddy Hansson - teknik (Sweet Silence Studios)
- Werner Scherrer - teknik (Werner Studio)
- Johnny Voss - design
- Søren Kjær - design